# Rajaa al-Sanea
Rajaa al-Sanea (àrab: رجاء الصانع)  (Kuwait, 11 de setembre de 1981), també coneguda com a Rajaa Alsanea, és una escriptora saudita que va fer-se famosa arran de la seva novel·la Noies de Riyad, causant controvèrsia en la societat de l'Orient Mitjà. La traducció anglesa del llibre va ser nominada al Premi Internacional de Literatura IMPAC de Dublín el 2009.

## Biografia
Rajaa al-Sanea va néixer a Kuwait l'any 1981, és la més petita de 6 germans, de pares saudites liberals, els quals van educar-los en la igualtat entre homes i dones. El seu pare va morir quan ella tenia vuit anys i la seva família va tornar a Riad, Aràbia Saudita. Al-Sanea va acabar la llicenciatura en endodòncia a la Universitat d'Illinois, a Chicago, l'any 2009. Un any més tard, va entrar al programa d'especialització de la Royal Canadian Fellowship en teràpia de nervis i arrels.

## Noies de Riyad
La novel·la Noies de Riyad narra la vida de quatre dones saudites de classe alta que cerquen l'amor. Aquesta història d'amor es desenvolupa a la ciutat de Riad, però l'argument ens mostra una imatge de la ciutat no tan tradicional: noies ballant, menjant al Burger King o comprant en centres comercials; una ciutat on la forma d'establir connexió amb els homes és a través de mòbils i xats. Al-Sanea trenca alguns tabús demostrant com les quatre noies troben una manera d'esquivar les tradicions conservadores, ja que volen ser modernes, "estiloses" i enamorar-se de qui elles decideixin.
Al-Sanea estava cursant el seu primer any del grau d'odontologia a la Universitat Rei Saüd quan va començar a escriure la novel·la Noies de Riyad. La seva germana va poder llegir els primers capítols del llibre i la va animar a continuar. Sis anys més tard, el setembre de 2005, Al-Sanea va publicar-la. Per evitar una possible censura del Ministeri d'Informació Saudita (ja que el llibre era massa liberal per als valors d'aquesta societat), el va publicar primer al Líban per l'editorial Fig Tree. La novel·la va ser temporalment prohibida a l'Aràbia Saudita, però les còpies van circular al mercat negre (es van arribar a vendre per 500 dòlars). Després d'uns quants mesos, Al-Sanea va obtenir permís per distribuir legalment el llibre a l'Aràbia Saudita. La novel·la va ser un èxit de vendes a l'Orient Mitjà, va ser traduïda a l'anglès l'any 2007 amb el títol Girls of Riyadh per l'editorial Penguin Press donant-li encara més fama. Ha arribat a publicar-se en més de 40 llengües diferents.